# 那珂警察署
那珂警察署（なかけいさつしょ）は、茨城県警察が管轄する警察署の一つである。管轄区域は那珂市全域である。署長は警視。旧菅谷警察署（すがやけいさつしょ）。

## 所在地
茨城県那珂市杉384番地の2

## 管轄
那珂市

## 沿革
- 1878年（明治11年） - 水戸警察署の分署
- 1879年（明治12年） - 水戸警察署菅谷村分署
- 1886年（明治19年） - 菅谷警察署
- 1948年（昭和23年） - 町内に別組織、国家地方警察・菅谷地区警察署が発足
- 1954年（昭和29年） - 菅谷地区警察署廃止、自治体警察・茨城県菅谷警察署に一本化
- 1986年（昭和61年） - 現庁舎竣工および名称変更、茨城県那珂警察署

## 組織
- 署長
- 副署長
- 警務課
  - 総合相談係
  - 被害者支援係
- 会計課
- 地域課
- 生活安全課 
  - 銃刀係
- 刑事課
  - 鑑識係
- 交通課
  - 規制係
- 警備課
  - 警備係

## 交番
- 後台交番（ごだい） - 那珂市後台4018

## 駐在所
- 飯田駐在所（いいだ） - 那珂市飯田2373-3
- 瓜連駐在所（うりづら） - 那珂市古徳390-3
- 戸駐在所（と） - 那珂市戸2603-1
- 額田駐在所（ぬかだ） - 那珂市額田南郷837-1